# 傑克維爾 (明尼蘇達州)
傑克維爾（英語：Jakeville）是位於美國明尼蘇達州本頓縣艾伯塔鎮區的一個非建制地區。

## 地理
傑克維爾所處的海拔為高於海平面367米（即1204英呎），而該地所採用的時區為UTC-6，即北美中部時區（CST）。同時該地設有夏令時間，為UTC-6調快一小時，即UTC-5（CDT）。